# Hossam Shabat
Hossam Shabat (10. října 2001 – 24. března 2025) byl palestinský novinář a fotograf, který informoval o válce v Gaze jako korespondent pro Al Jazeera Mubasher a také přispíval do Drop Site News.
Shabat byl zabit při izraelském náletu dne 24. března 2025 poté, co Izrael ukončil příměří nastolené v lednu 2025 obnovením náletů na Gazu. Shabat a jeho kolega Mohammed Mansour, rovněž zabití izraelskou armádou 24. března, patří mezi nejméně 208 novinářů a pracovníků médií, kteří byli do toho dne zabiti ve válce v Gaze. Dne 23. října 2024 izraelská armáda, aniž by poskytla důkazy, obvinila Shabata a pět dalších palestinských novinářů z toho, že jsou členy militantních skupin Hamás a Islámský džihád, přičemž tato obvinění popíral a podle jeho slov se cítil v ohrožení života. Svědci uvedli, že útok se zdál být cílený, a IDFF (Israel Defense Forces, Izraelské obranné síly) později uznaly, že se zaměřily na Hossama.

## Raný život
Shabat byl obyvatelem města Gaza a před konfliktem usiloval o vybudování mediální a marketingové společnosti. Angažoval se také v pohostinském sektoru, vlastnil restauraci, která byla později během války zničena.

## Žurnalistika během konfliktu
Dne 23. října 2024 obvinila izraelská armáda šest palestinských novinářů pracujících pro Al-Džazíru v Gaze, mezi nimi i Shabata, z toho, že jsou bojovníky Hamasu a palestinského islámského džihádu. Al-Džazíra tato obvinění popřela a popsala je jako založená na „vymyšlených důkazech“. Izraelská armáda uvedla, že dokumenty, které našla v Gaze, dokazují, že Shabat byl odstřelovač v praporu Bejt Hanún Hamásu. Shabat řekl, že se jedná o vykonstruované spisy, které ho mají označit za „teroristu“ a že obvinění z něj a jeho kolegů učinili „cíle k zabití“. Izrael již zabil Ismaila al-Ghoula, dalšího novináře Al-Džazíry v Gaze, kterého obvinil z členství v Hamásu při náletu koncem července 2024. Reportéři bez hranic uvedli, že dokumenty zveřejněné izraelskou armádou o Shabatovi „vážně postrádaly důkaz, že tito novináři byli spojeni s armádou a žádným způsobem jim nebylo uděleno povolení zabíjet“. Uvedlo, že obvinění proti Shabatovi jsou součástí „až příliš známého vzorce [který] podněcuje bezprecedentní masakr novinářů, k němuž dochází v Gaze“.
Kolem 27. října 2024 Shabat popsal život novináře v Gaze jako někoho, kdo je „pronásledován“. Shabat čelil mnoha výzvám, včetně vysídlení ze svého domova v Bajt Hánúnu, hrozbám ze strany izraelské armády, zničení restaurace jeho rodiny a ztrátě 30 členů rodiny. I přes tyto útrapy pokračoval ve své reportáži, často pracoval s prázdným žaludkem a bydlel v ubytovacích střediscích.

## Atentát

### Pozadí
Vraždy novinářů během války v Gaze, přičemž většina obětí byli Palestinci, spolu s dalšími násilnými činy proti novinářům, představují nejkrvavější období pro novináře v izraelsko-palestinském konfliktu od roku 1992 a nejkrvavější konflikt pro novináře ve 21. století. K září 2024 Komitét pro ochranu novinářů (CPJ) evidoval 116 novinářů, kteří byli zabiti (111 Palestinců, 2 Izraelci a 3 Libanonci), a Mezinárodní federace novinářů evidovala 166 novinářů a pracovníků médií, kteří byli zabiti (152 Palestinců, 4 Izraelci, 9 Libanonců a 1 Syřan). V červenci 2024 podle počtu ministerstva médií vlády Gazy bylo zabito 160 palestinských novinářů, a v lednu 2025 tento počet vláda Gazy zvýšila na 202.
Dne 30. ledna 2024 předseda Komitétu pro ochranu novinářů uvedl: "Válka Izraele proti Gaze je pro novináře smrtelnější než jakákoliv předchozí válka." Izraelské letecké útoky navíc poškodily nebo zničily odhadem 48 mediálních zařízení v Gaze. Reportéři bez hranic uvedli, že izraelská armáda úmyslně cílila na palestinské a libanonské novináře. The Guardian uvedl, že v rozporu s mezinárodním právem Izrael cílil na palestinské novináře napojené na Hamas, ačkoliv se neúčastnili bojů, čímž zpochybnil izraelskou negaci útoků na novináře. V roce 2023 téměř 75 % novinářů zabitých po celém světě byli Palestinci, kteří zemřeli v izraelské válce v Gaze. Podle Komitétu pro ochranu novinářů byl Izrael druhou nejhorší zemí na světě, pokud jde o to, že pachatelé vražd novinářů zůstávají nepotrestáni.
UNESCO udělilo svou cenu za svobodu tisku za rok 2024 palestinským novinářům v Gaze.

### Smrt
IDF již dříve Hossamovi vyhrožovala a dne 23. října 2024 obvinila 6 novinářů, včetně Hossama, z toho, že jsou členy Hamásu nebo PIJ (Palestinian Islamic Jihad, Palestinská islámská džihádová organizace). Hossam popřel jakoukoli účast a také uvedl, že šlo o jasné výhrůžky smrtí a že sloužily jako záminka k preventivnímu ospravedlnění jeho zabití. Dne 24. března 2025 byl zabit při izraelském náletu, který zasáhl jeho auto poblíž Bejt Lahija v severní Gaze. Svědci uvedli, že útok vypadal jako cílený. Jeho smrt nastala ve stejný den jako smrt dalšího palestinského novináře Mohammeda Mansoura, který byl zabit při samostatném izraelském útoku v jižní Gaze.
Následujícího dne IDF potvrdila, že se záměrně zaměřila na Shabata a uvedla, že "během války Shabat prováděl útoky a účastnil se teroristických aktivit proti silám IDF a občanům Státu Izrael. To je další důkaz zaměstnávání teroristů Hamasu mediální sítí Al-Džazíra." IDF neposkytla žádný důkaz na podporu tvrzení, že Shabat útočil na jednotky IDF nebo izraelské civilisty.

## Galerie

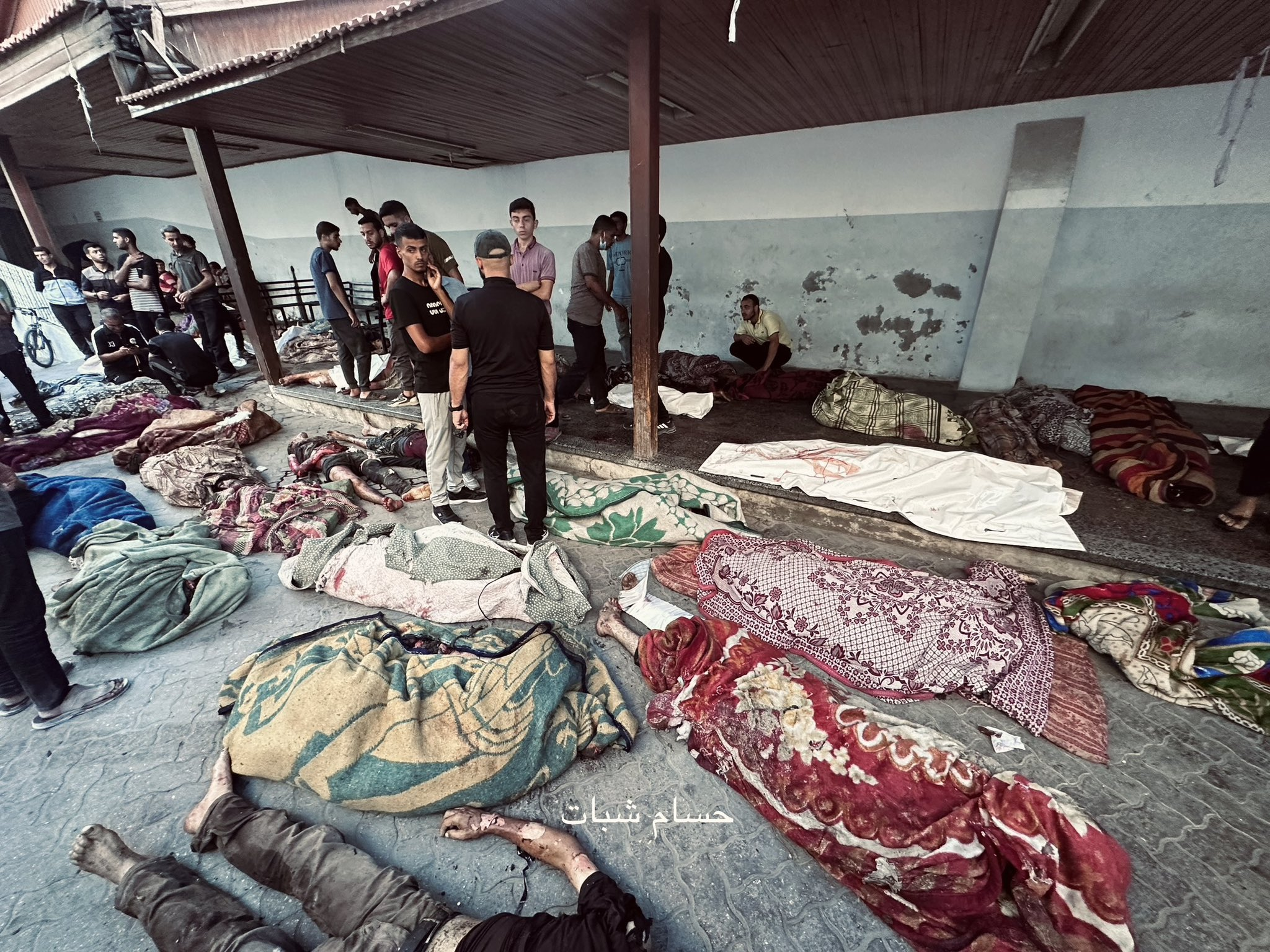
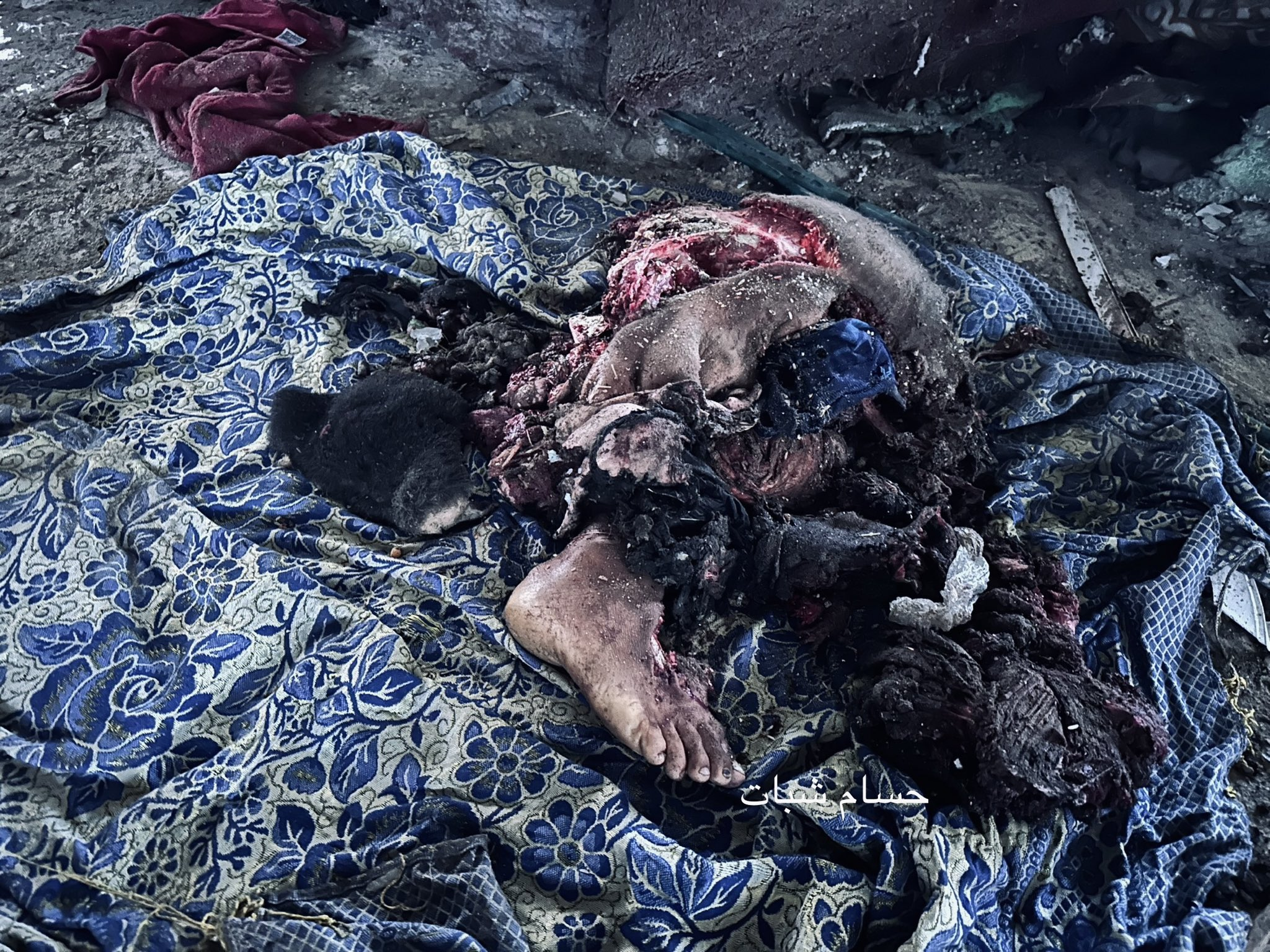
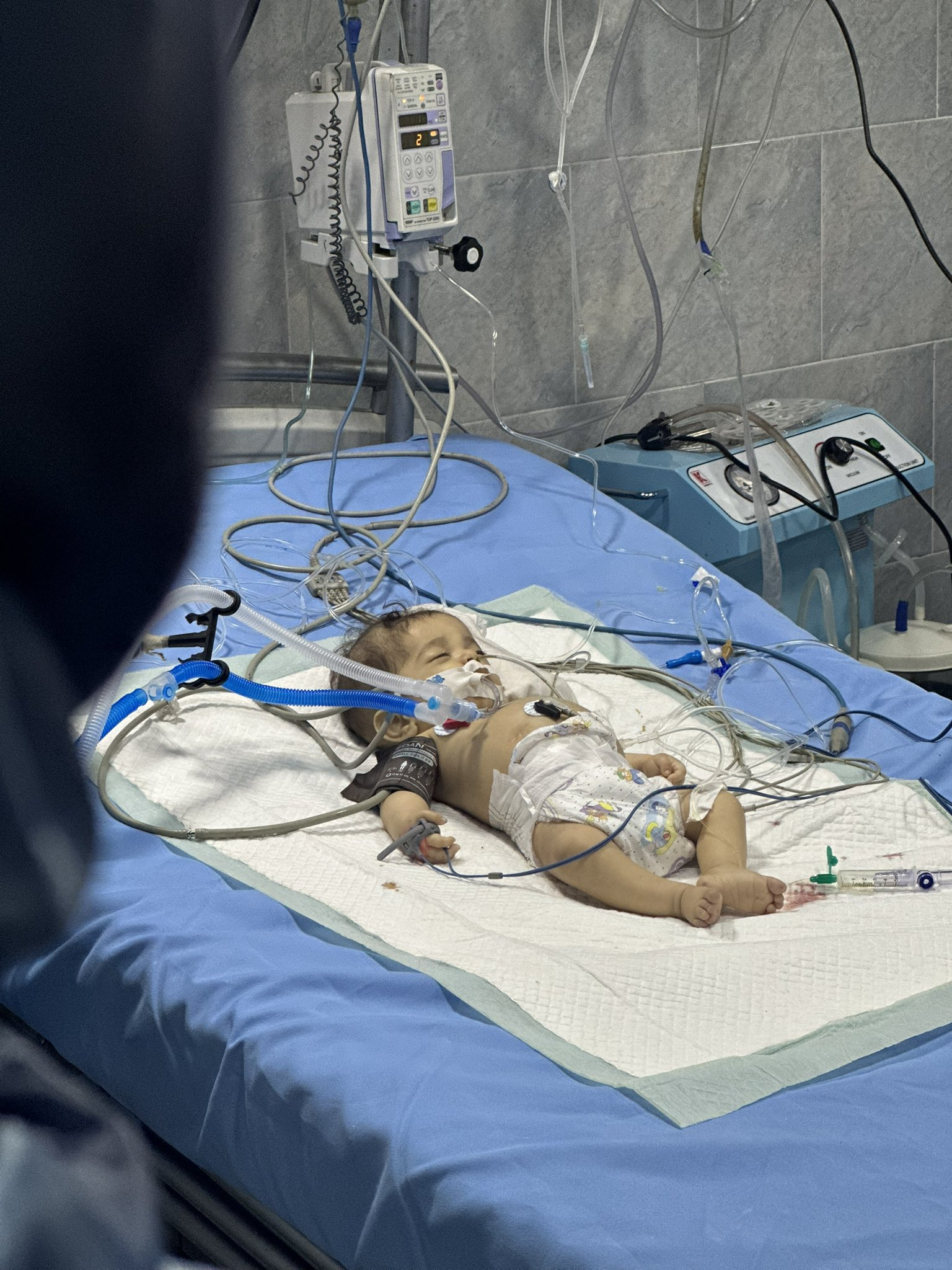
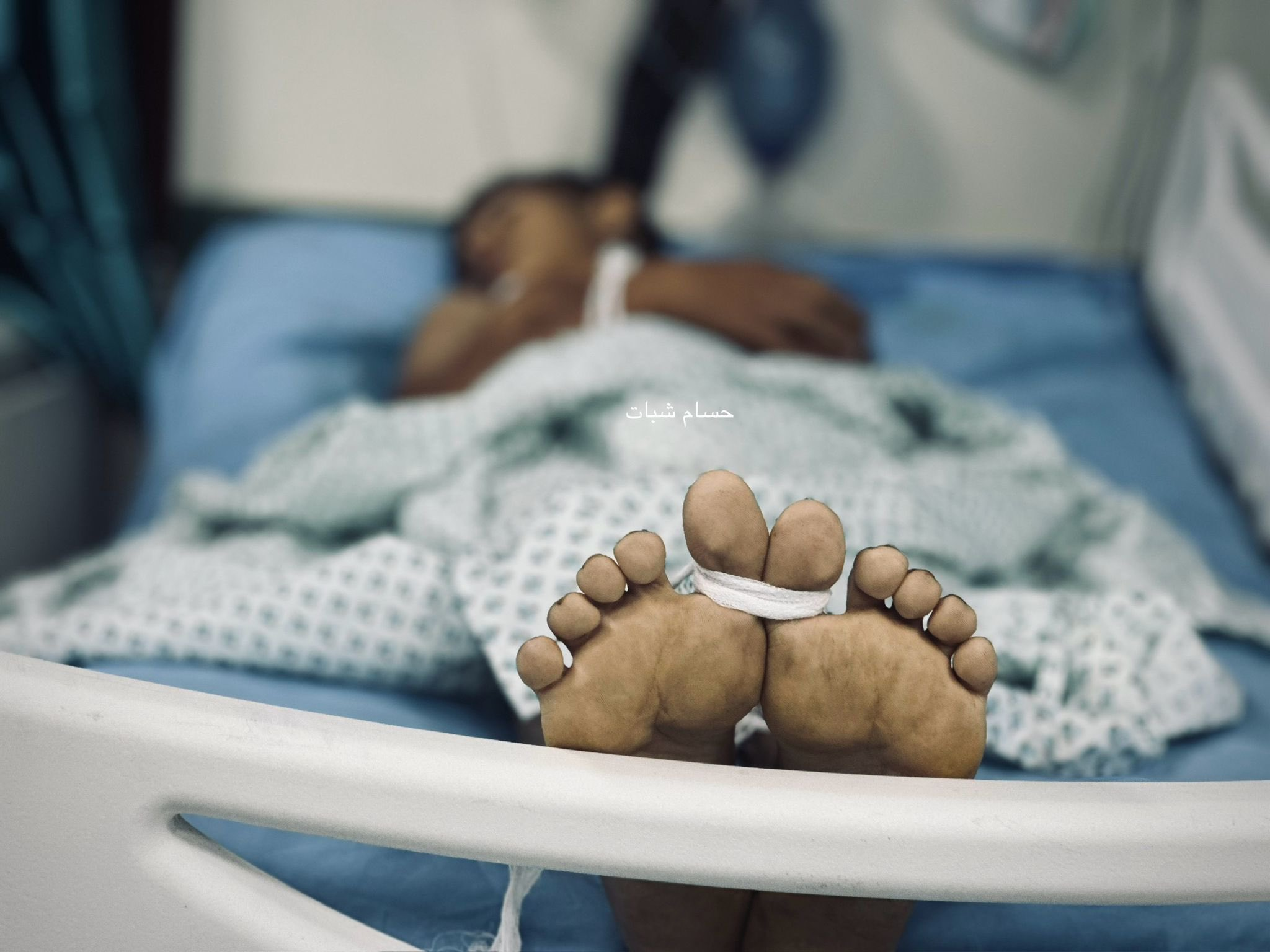
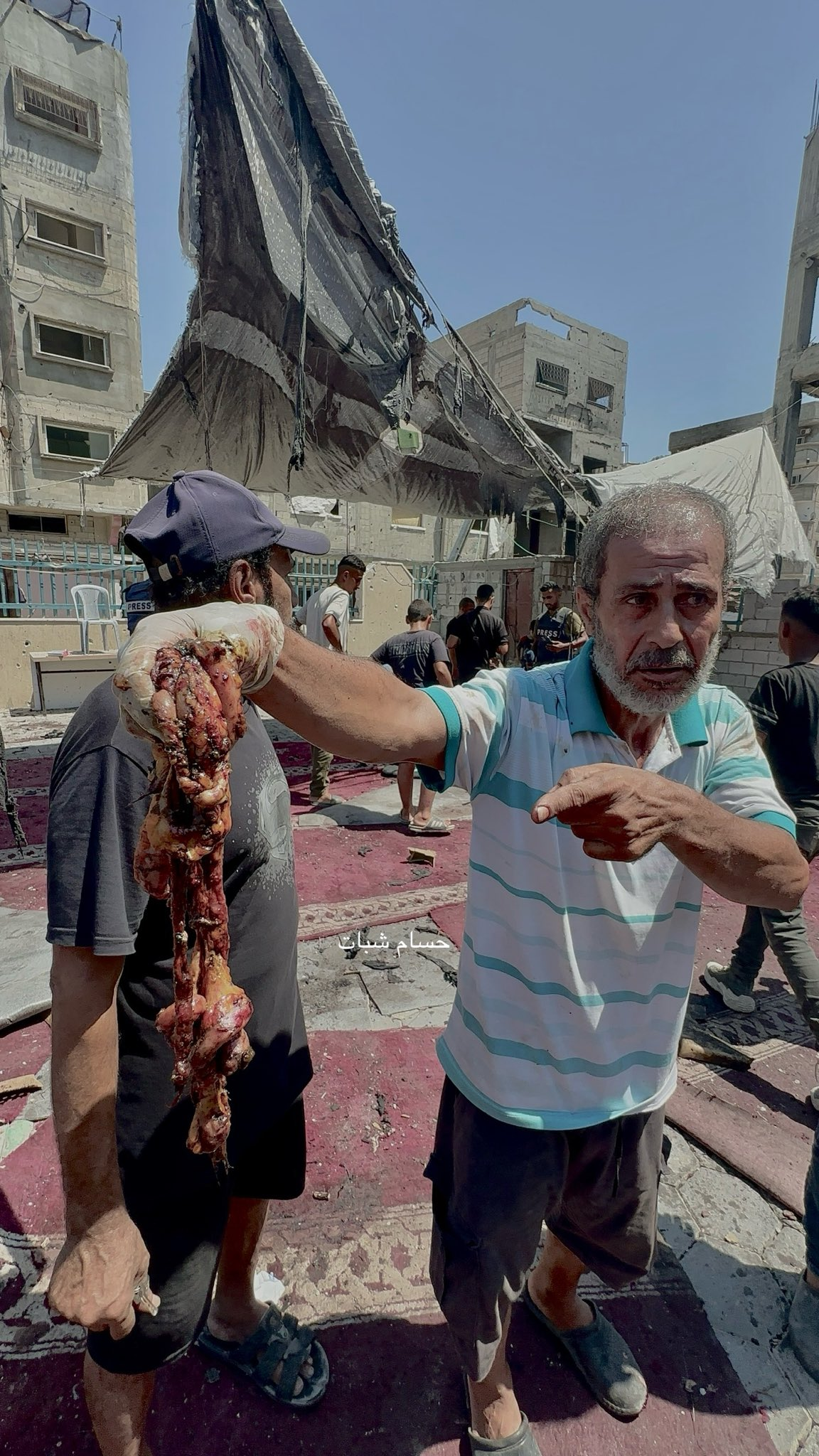
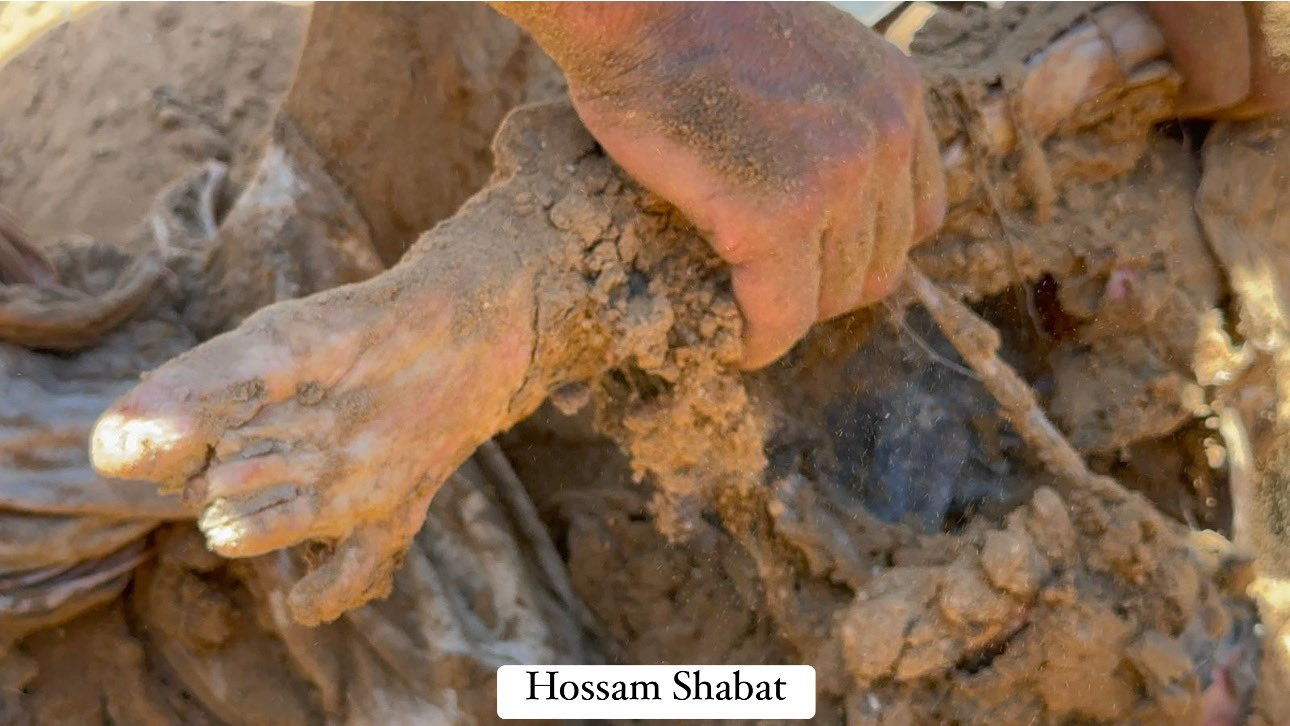
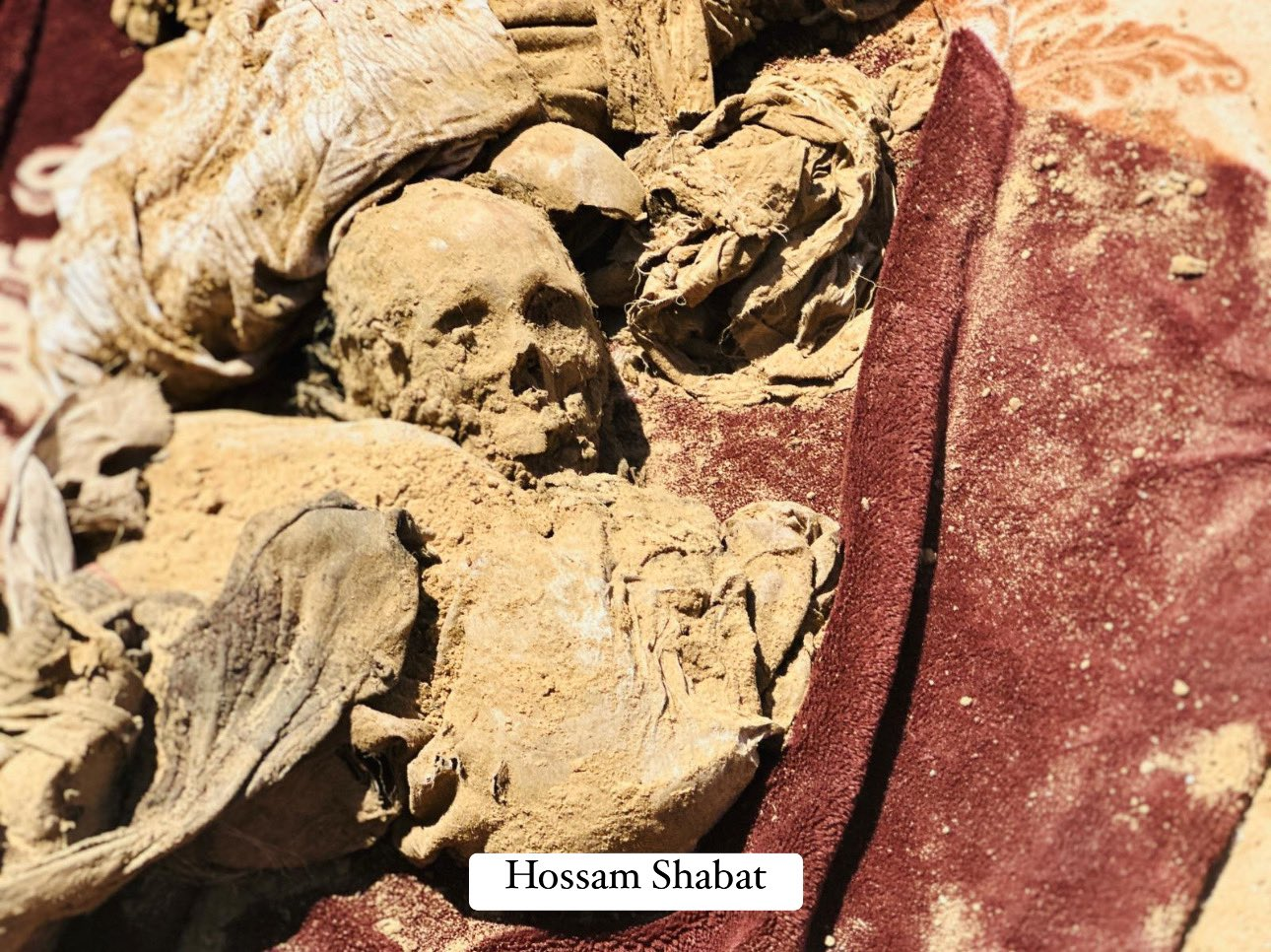
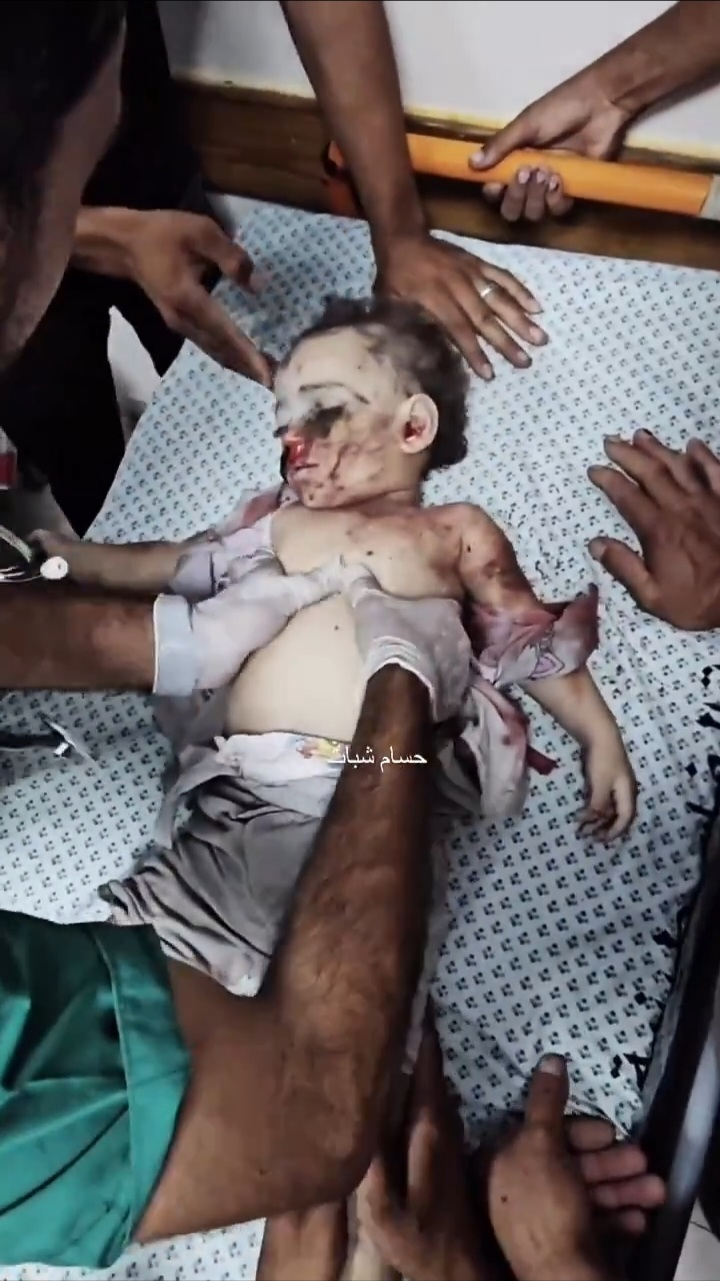